# Melitta Breznik
Melitta Breznik (* 1961 in Kapfenberg, Steiermark) ist eine österreichische Ärztin und Schriftstellerin.

## Leben
Melitta Breznik studierte Medizin in Graz und Innsbruck und promovierte in diesem Fach. Die Ausbildung zur praktischen Ärztin absolvierte sie in Österreich. Eine Ausbildung zur Fachärztin für Psychiatrie und Psychotherapie in Solothurn und am Universitätsspital Zürich schloss sich an. Sie war Oberärztin in psychiatrischen Kliniken in der Schweiz, bevor sie von 2004 bis 2009 eine Praxis als Fachärztin für Psychiatrie und Psychotherapie in der Schweizer Stadt Chur führte. Tätigkeiten für mehrere psychosomatische Kliniken mit anthroposophischem bzw. komplementärmedizinischem Schwerpunkt schlossen sich an.
Tätigkeiten als Chefärztin und Leitende Ärztin in psychosomatischen Akut- und Rehabilitationskliniken (Klinik Schützen Rheinfelden, Clinica Curativa Scuol, an deren Aufbau sie beteiligt war) schlossen sich an, in denen sie zusätzlich Therapeutische Massnahmen aus dem Bereich der Komplementärmedizin einführte uns sich mit Naturbasierter Therapie beschäftige, zu der sie auch ein Anleitungsbuch veröffentlichte.

## Auszeichnungen
- 1996 Kunstpreis der Stadt Innsbruck 3. Preis für Erzählende Dichtung
- 2001 Literaturpreis des Landes Steiermark
- 2002 Werkbeitrag der Stiftung Pro Helvetia
- 2018 Bündner Literaturpreis
- 2020 ProLitteris-Preis:[1]
- 2020 Die Besten im Juli 2020 ORF.at[2]

## Werke
- Nachtdienst. Luchterhand, München 1995, ISBN 3-630-86931-9.[3]
- Figuren. Luchterhand, München 1999, ISBN 3-630-86993-9.
- Das Umstellformat. Luchterhand, München 2002, ISBN 3-630-87128-3.[4]
- Nordlicht. Luchterhand, München 2009, ISBN 978-3-630-87287-2.[5][6]
- Der Sommer hat lange auf sich warten lassen. Luchterhand, München 2013, ISBN 978-3-630-87398-5.[7][8]
- Mutter. Chronik eines Abschieds, Luchterhand, München 2020, ISBN 978-3-630-87506-4.[9][10][11]
- Naturbasierte Therapie (NBT), Hogrefe Verlag, Bern 2022,  ISBN 978-3-456-85670-4